# 琴二
琴二（ことじ、1959年（昭和34年）2月4日 - ）は、大相撲の元三役呼出。本名は上江田 勝二。沖縄県出身。佐渡ヶ嶽部屋所属。

## 履歴
- 1977年7月場所 - 初土俵。
- 1994年7月場所 - 呼出の番付制導入により、幕下呼出に指名される。
- 1995年1月場所 - 十両呼出に昇進。
- 1997年1月場所 - 幕内呼出に昇進。
- 2002年9月場所 - 三役呼出に昇進。
- 2003年5月場所 - 最終場所。
- 2003年6月退職。